# سارکیس آسادوریان
سارکیس آسادوریان (ارمنی: Սարգիս Ասադուրյան; انگلیسی: Sarkis Assadourian؛ زادهٔ ۲۵ ژانویهٔ ۱۹۴۸) یک قاضی و سیاست‌مدار ارمنی‌تبار اهل کانادا است. وی عضو حزب لیبرال کانادا می‌باشد. آسادوریان بین سال‌های ۱۹۹۳–۲۰۰۴ نماینده پارلمان کانادا بوده‌است.

## زندگی‌نامه
وی در در ۲۵ ژانویه ۱۹۴۸ در حلب، سوریه به دنیا آمد. آسادوریان در رشته نقاشی در آکادمی هنرهای زیبای شیکاگو تحصیل نموده‌است.
آسادوریان و همسرش زازا صاحب چهار فرزند می‌باشند.